# 宵禁
宵禁，指由政府、軍隊和機關等頒佈，禁止平民於特定時間外出的命令，一般在战争状态、国内紧急状态或者戒严时期使用。

## 實施形式
在实施宵禁期间，在实行宵禁地区的街道或者其他公共场所通行，必须持有本人身份证件和宵禁实施机关制发的特别通行证。
宵禁可以针对特定的时间（仅限于夜间）、特定的执行期限（几天、几个月或更长）、特定的对象（所有人员或者特定性别和年龄段）和指定的区域（几个街区或是全国范围）。如在元朝政府禁止漢人、南人夜行。
宵禁的执行人员，通常是警員、憲兵甚至一般軍人，有权对违反宵禁规定的人予以扣留，直至宵禁结束；并有权对被扣留者的人身进行搜查，对其携带的物品进行检查。对於抗拒宵禁规定的人，可以对其执行拘留、壓制，或者包括使用武器在内的其它强制措施。
在宵禁期间，宪法和法律规定的一部分或全部的公民的权利和自由将会受限或者中止。
在歐美，宵禁也適用於未成年人士 。例：在美國的一些州，青少年除非有家長或監護人陪同，22時起至清晨5時不能出外，商場或酒吧也從21時起，不讓未成年人士單獨進入。在紐西蘭，限制性駕照人士在22時之後不許駕車出遊（在回家途中例外）。在澳洲的一些地區，尤其是悉尼市中心，大貨車不能在16時之後繼續在市中心地帶行駛，包括公路。

## 實施場合

### 軍事
在軍事演習與戰爭時期，國家為了避免民眾蒙受戰時重大傷亡，通常會頒布宵禁措施，儘量保持街道淨空，供緊急避難與軍隊行軍。
- 韓國政府曾禁止普通民眾在午夜後出行，而位於三八線周邊的台城洞迄今仍常態實施宵禁措施。
- 中華民國政府在1956~1992年間戰地政務時期，在實施軍事管制的金門縣、連江縣全境實施宵禁。

### 治安
警方在緝捕逃犯期間，為避免警匪駁火造成民眾被流彈波及，警方也會選擇性在逃犯疑似藏匿地點周邊實施宵禁。

### 传染病防控
在疫情期間，政府會對疫情嚴重地區實施宵禁，以控制傳染源，保護易感染的人群。

### 民航
另外，有些機場因噪音管制，會在夜間（通常從零時至六時）禁止飛機起降，此管制措施也稱為宵禁，這種宵禁措施常見於座落於市區內或週邊人口密集的機場。而實施宵禁的機場範例如下：
- 美國紐約拉瓜迪亞機場
- 日本大阪伊丹機場、千葉成田國際機場、福岡福岡機場
- 英國倫敦希斯洛機場
- 臺灣臺北松山機場、臺中清泉崗機場、高雄小港國際機場
- 中国大陸上海虹桥國際機場
- 韓國釜山金海國際機場、首爾金浦國際機場
- 德國法蘭克福國際機場
- 澳大利亞雪梨金斯福德·史密斯國際機場

#### 現已解除宵禁或關閉的機場
- 新加坡樟宜國際機場
- 香港啟德國際機場